# Jorma Silvasti
Jorma Tapio Silvasti, född 9 mars 1953 i Leppävirta, är en finländsk operasångare (tenor). 
Efter att ha segrat i Timo Mustakallio-tävlingen 1982 var Silvasti först verksam vid flera operascener i Västtyskland, bland annat i Krefeld/Mönchengladbach och Karlsruhe, innan han 1991 engagerades vid Finlands nationalopera. Han uppträder regelbundet bland annat vid Nyslotts operafestival och Bayreuthfestspelen. Han har gästspelat på de ledande europeiska operascenerna, såsom Covent Garden i London och La Scala i Milano samt i bland annat Wien, Berlin och Paris. I USA har han framträtt i Los Angeles, hans debut på Metropolitan Opera House i New York var som Boris i Katja Kabanova av Leoš Janáček. Repertoaren sträcker sig från Verdi-roller till Tamino i Trollflöjten, Lenskj i Eugen Onegin, Walther von der Vogelweide i Richard Wagners Tannhäuser och Erik i Den flygande holländaren och titelrollen i Parsifal. Silvasti har även anlitats som solist vid orkesterkonserter i verk av bland andra Ludwig van Beethoven, Gustav Mahler och Igor Stravinsky.